# Three Quarter Tone Piano Pieces
Three Quarter Tone Piano Pieces (Nederlands: Drie kwarttoons pianostukken) is een compositie van de Amerikaanse componist Charles Ives. Hij schreef het werk in 1923 en 1924.
Het werk bestaat uit drie delen:
1. Largo
2. Allegro
3. Koraal

## De compositie
De drie stukken zijn voor twee piano's geschreven. Wat de compositie zo bijzonder maakt is dat een van de twee piano's een kwarttoon hoger is gestemd. Hierdoor worden de stukken microtonaal.
Het Largo heeft vooralsnog een meditatieve sfeer.
Het Allegro ligt uiteraard door de microtonale stemming zeer scherp in het gehoor. Hier en daar valt een vleugje humor te proeven. Het stuk ontwikkelt zich in een diabolische passage waarna een rust, voor zover het een rustgevend stuk valt te noemen, terugkeert.
De Koraal lijkt bedoeld te zijn als een droevig stuk. Het is erg moeilijk om door de microtonale klank heen te prikken en zo de sfeer van het stuk te proeven.